# Norman Island (Victoria)
Norman Island är en ö i Australien. Den ligger i delstaten Victoria, omkring 170 kilometer sydost om delstatshuvudstaden Melbourne. Arean är 0,57 kvadratkilometer.
Den sträcker sig 1,5 kilometer i nord-sydlig riktning, och 0,8 kilometer i öst-västlig riktning.
Genomsnittlig årsnederbörd är 685 millimeter. Den regnigaste månaden är juni, med i genomsnitt 85 mm nederbörd, och den torraste är januari, med 25 mm nederbörd.